# Île des Genouchets
L'île des Genouchets est une île située sur la Seine appartenant à Guernes.

## Description
Elle s'étend sur environ 750 m de longueur pour une largeur variant entre 10 et 100 m. Elle est reliée à l'ouest à l'île de Guernes à la suite de la construction de remblais pleins.